# Tenellia
Tenellia is een geslacht van weekdieren uit de klasse van de Gastropoda (slakken).

## Soorten
- Tenellia adspersa (Nordmann, 1845) = Brakwaterknotsslak
- Tenellia fuscata (Gould, 1870)